# Strimnitsa
Strimnitsa (en macédonien Стримница ; en albanais Strimnica) est un village du nord-ouest de la Macédoine du Nord, situé dans la municipalité de Jelino. Le village comptait 2422 habitants en 2002. Il est majoritairement albanais.

## Démographie
Lors du recensement de 2002, le village comptait :
- Albanais : 2 404
- Macédoniens : 2
- Autres : 16